# Matías Duffard
Matías Duffard, vollständiger Name Matías Nicolás Duffard Villarreal (* 27. April 1989 in Las Piedras), ist ein uruguayischer Fußballspieler.

## Karriere
Der nach Vereinsangaben 1,79 Meter bzw. nach anderen Quellen 1,77 Meter oder 1,80 Meter große Mittelfeldakteur Duffard spielte seit der Spielzeit 2008/09 bis ins Jahr 2013 für den uruguayischen Zweitligisten Plaza Colonia. Die Statistik weist dort in der Saison 2009/10 einen Zweitligaeinsatz (kein Tor) für ihn aus. In den beiden nachfolgenden Spielzeiten 2010/11 und 2011/12 lief er 17- (kein Tor) bzw. 20-mal (ein Tor) in der Segunda División auf. 2013 schloss er sich Plaza Colonias Ligakonkurrenten Huracán FC an. Bei dem in Montevideo beheimateten Klub bestritt er in der Saison 2013/14 13 Zweitligapartien und schoss zwei Tore. Ende Januar 2014 folgte sein Wechsel zum  Erstligisten Juventud. In der restlichen Spielzeit 2013/14 kam er fünfmal (kein Tor) in der Primera División zum Einsatz. In der Saison 2014/15 wurde er 22-mal (ein Tor) in der höchsten uruguayischen Spielklasse eingesetzt. Während der Spielzeit 2015/16 stehen für ihn 27 Erstligaeinsätze (ein Tor) und vier absolvierte Partien (ein Tor) in der Copa Sudamericana 2015 zu Buche. In der Saison 2016 absolvierte er 14 Erstligaspiele (ein Tor). Anfang Januar 2017 verpflichtete ihn der Delfín Sporting Club. Bislang (Stand: 28. Februar 2017) lief er bei den Ecuadorianern in drei Ligaspielen auf (kein Tor).